# London Records
 (septembre 2007).
 (août 2020).
Si vous disposez d'ouvrages ou d'articles de référence ou si vous connaissez des sites web de qualité traitant du thème abordé ici, merci de compléter l'article en donnant les références utiles à sa vérifiabilité et en les liant à la section « Notes et références ».
London Records est un label indépendant basé à Londres en Angleterre. Il est né de la division entre les branches anglaise et américaine de Decca Records : le label « London » sortait aux États-Unis les albums de Decca, ne pouvant utiliser ce nom. Le label de Londres était aussi utilisé par British Decca sur le marché britannique pour libérer les labels américains (tels que Imperial Records, Chess Records, Dot Records, Atlantic Records, Specialty Records et Sun Records). Dans les années 1960 une grande partie des contrats étaient faits avec Big Top Records, Monument Records, Parrot Records, Philles Records et Hi Records.
Decca fut acheté par PolyGram en 1979. Depuis, London a suivi un cours plus indépendant avec des labels subsidiaires comme Slash Records, Essential Records et FFRR Records.
Universal Music Group (le propriétaire d'American Decca) a acquis PolyGram en 2000, dans le même temps London Records est devenu un label semi-independant chez le groupe PolyGram dirigé par Roger Ames. Quand Ames partit pour Warner Music Group, il garda le label, et donc le label de Londres devint une partie de la Warner, qui a autorisé le nom de Decca pour le label londonien. Le nom est encore utilisé, surtout chez les artistes anglais, et pour les artistes de l'ex-Factory Records.

## Anciens artistes de London Records
- The Bachelors
- Teresa Brewer
- Marianne Faithfull
- Holly Valance
- Vera Lynn
- Mantovani
- Marmalade
- Moody Blues
- Nashville Teens
- Poppy Family
- Rolling Stones
- Wess
- Salt-n-Pepa
- Sugababes
- The Tornados
- Unit 4 + 2
- Garolou

## Artistes de London Records 90
- Back To The Planet
- East 17
- The Yes/No People (Stomp)
- Voice of the Beehive
- New Order
- Kaliphz
- Michaela Strachan
- The High
- Hard Rain
- Junior
- Michelle Shocked
- No Sweat
- Perfect Day
- Wet Wet Wet
- Glenn Medeiros
- Jimmy Somerville
  - Bronski Beat
  - The Communards
- Banderas
- Then Jerico
- Zucchero
- Sugababes
  - Siobhán Donaghy
- His Latest Flame
- A
- Deuce

## Artistes de London Records 2000
- All Saints
  - Shaznay Lewis
  - Melanie Blatt
- The Gypsy Queens
- Maidine HaHa